# リチリアーノ
リチリアーノ（伊: Ricigliano）は、イタリア共和国カンパニア州サレルノ県にある、人口約1,100人の基礎自治体（コムーネ）。

## 地理

### 位置・広がり

#### 隣接コムーネ
隣接するコムーネは以下の通り。括弧内のPZはポテンツァ県所属を示す。
- バルヴァーノ (PZ)
- ムーロ・ルカーノ (PZ)
- ロマニャーノ・アル・モンテ
- サン・グレゴーリオ・マーニョ